# Гіркокаштан ассамський
Гіркокашта́н асса́мський (Aesculus assamica) — багаторічна рослина родини сапіндових.

## Опис

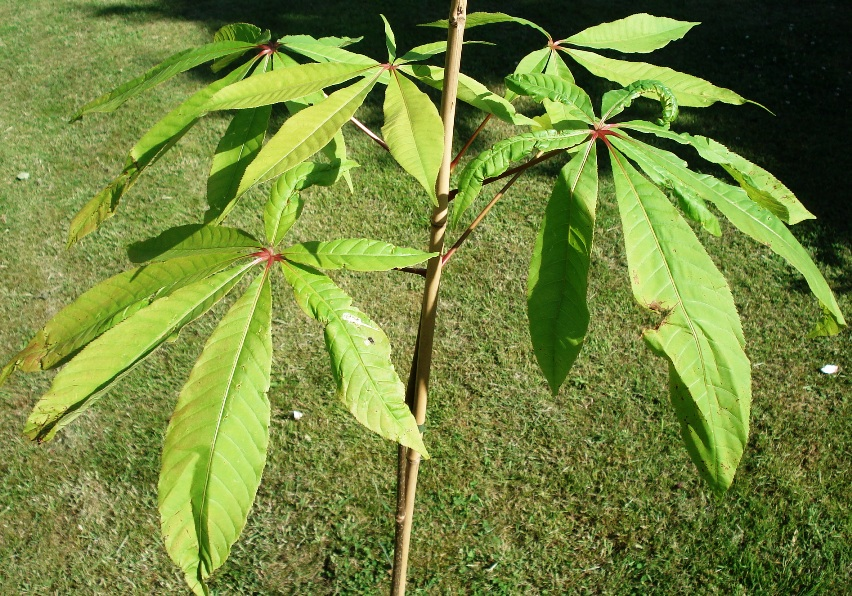
Листя

Могутнє дерево заввишки до 32 м. Стовбур прямий, крона починає галузитися на великій висоті. Кора сіра. Гілки голі, молоді пагони опушені. Черешки завдовжки 8-30 см, голі або опушені. Листки завдовжки 12-35 (зрідка до 42) см, пальчасті, складені з 5-9 листочків. Кожен листочок видовжено-ланцетний або вузьколанцетний, з дрібнозубчастим або городчастим краєм. Спід листків голий або вкритий рідкими волосками, на молодих листках жилки зісподу часто волосисті.
Суцвіття — циліндрична волоть 5-14 см завширшки і до 45 см завдовжки. Бічні відгалуження суцвіття завдовжки 2-7 см, кожне несе від 3 до 11 квіток. Квітконіжки завдовжки 3-7 мм. Квітки запашні, блідо-жовті або білі з фіолетовою або коричневою плямою. Чашечка квітки 4-8 мм завдовжки від сірого до жовтувато-сірого кольору. Чашолистків 5, вони заокруглені або лопатеві, утворюють дві губи. Оцвітина складається з 4 пелюсток, їх довжина коливається від 10 до 20 мм. Тичинок 6-7 штук, вони голі, довші за пелюстки (до 35 мм завдовжки). Плоди — яйцеподібні або майже кулясті коробочки, завдовжки 5-7,5 см і завширшки 3-4 см.
Шкірочка плоду гола, жовтувато-коричнева, завтовшки 1,5-2 мм. Зазвичай всередині коробочки міститься одна куляста насінина завширшки 3-7 см. Колір насіння коричневий, велика білувата пляма зазвичай займає ½ поверхні плоду, рідше — ⅓.
Вид доволі мінливий, хоча окремі субтаксони важко ідентифікуються. Деякі з них раніше були описані як окремі види, але в сучасній систематиці їх назви вважаються синонімами загально уживаної.

## Екологія та поширення
Цвітіння триває з лютого по травень, але іноді його можна спостерігати навіть на початку січня. Плодоносить у червні-листопаді.
Цей вид розповсюджений на півночі таких країн як В'єтнам, Лаос, Бангладеш, М'янма, Таїланд, Бутан, на південному заході китайської провінції Юньнань, в індійських штатах Ассам і Сіккім. В горах він займає висотний діапазон від 100 до 2000 м над рівнем моря. Типові місця зростання гіркокаштана ассамського — це вологі і широколистяні тропічні ліси, гірські субтропічні ліси, рідколісся, а також межа між вічнозеленими і листопадними лісами.

## Статус виду
Гіркокаштан ассамський вважають уразливим видом. Винищення загрожує перш за все популяціям які ідентифікують як Aesculus wangii. Вони зростають у долинах — традиційно перенаселених районах з інтенсивним землеробством. Рослина включена до Червоного списку Міжнародного союзу охорони природи (статус «Загрозливий»).

## Синоніми
- Aesculus chuniana Hu & Fang
- Aesculus coriaceifolia
- Aesculus khassyana (Voigt) C. R. Das & Majumdar
- Aesculus lantsangensis Hu & Fang
- Aesculus megaphylla Hu & Fang
- Aesculus polyneura Hu & Fang
- Aesculus polyneura var. dongchuanensis X.W. Li & W.Y. Yin
- Aesculus punduana Wall. ex Hiern
- Aesculus rupicola Hu & Fang
- Aesculus tsiangii Hu & Fang
- Aesculus wangii Hu
- Aesculus wangii var. rupicola (Hu & W.P.Fang) W.P.Fang
- Pavia khassyana Voigt
- Pawia punduana Kuntze[1]